# Academy of Motion Picture Arts and Sciences

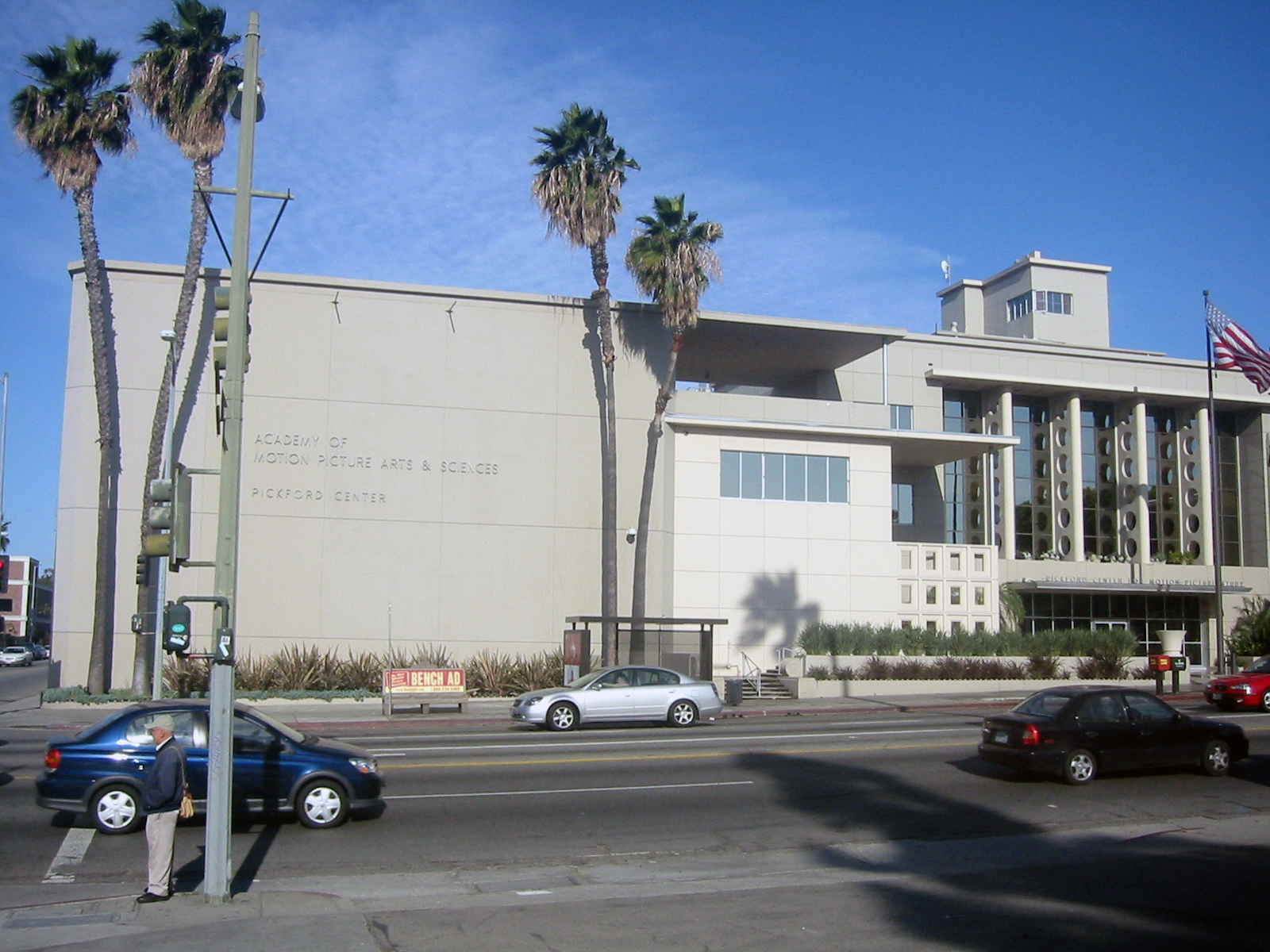
Pickford Center for Motion Picture Study in Vine Street, Hollywood, een van de gebouwen van de Academy of Motion Picture Arts and Sciences

De Academy of Motion Picture Arts and Sciences (AMPAS) is een non-profitorganisatie die zich inzet voor de ontwikkeling van de filmkunst en -wetenschap. De Academy werd opgericht in mei 1927 door 36 mensen, voornamelijk bekende filmmakers uit die tijd en belangrijke bewindsmannen, waaronder regisseurs Cecil B. DeMille en Raoul Walsh, acteurs Douglas Fairbanks, Mary Pickford en Harold Lloyd en filmproducenten Louis B. Mayer en Irving Thalberg. 
De bekendste activiteit van de Academy is de jaarlijkse uitreiking van de Academy Awards, ook wel bekend als de Oscars. Een andere filmprijs die de Academy uitreikt zijn de Student Academy Awards voor filmstudenten. Verder beheert de Academy de Margaret Herrick Library te Beverly Hills en de Pickford Center for Motion Picture Study in Hollywood, waar het filmarchief bewaard wordt.

## Leden
Tegenwoordig kent de organisatie meer dan zesduizend leden, bestaande uit professionele filmmakers. De meeste leden komen uit de Verenigde Staten, maar filmmakers van over de gehele wereld mogen lid worden. Een persoon kan enkel lid worden op uitnodiging van de Board of Governors, en moet voldoen aan enkele criteria. Zo worden personen uitgenodigd die een volgens de Board belangrijke bijdrage leveren aan de filmwereld of kwalitatief hoogstaand werk maken. Ook krijgen Oscargenomineerden meestal een uitnodiging. 
De leden worden onderverdeeld in veertien takken:
- Acteurs
- Artdirectors
- Bewindsmannen
- Cameramannen
- Documentaire
- Editors
- Geluid
- Korte films en avondvullende animatiefilms
- Muziek
- Producenten
- Public relations
- Regisseurs
- Schrijvers
- Visuele effecten

Iedere tak kiest drie leden uit hun midden die drie jaar lang deel uit mogen maken van de Board of Governors. Zij vormen het algemene bestuur van de Academy. Uit de Board worden de voorzitter, de eerste vicevoorzitter, twee vicevoorzitters, een penningmeester en een secretaris gekozen. Ook kiest de Board een executive director, die de leiding heeft over de administratieve activiteiten van de Academy.

## Voorzitters van de Academy
De voorzitters van de Academy worden gekozen voor één jaar, en mogen vier opeenvolgende jaren herkozen worden. Soms zijn voorzitters van de Academy bekende mensen uit de filmwereld, waaronder regisseurs als Frank Capra en Robert Wise en acteurs als Douglas Fairbanks, Gregory Peck, Karl Malden en Bette Davis.
- Douglas Fairbanks 1927-1929
- William C. DeMille 1929-1931
- M. C. Levee 1931-1932
- Conrad Nagel 1932-1933
- J. Theodore Reed 1933-1934
- Frank Lloyd 1934-1935
- Frank Capra 1935-1939
- Walter Wanger 1939-1941, 1941-1945
- Bette Davis 1941 (nam na twee maanden ontslag)
- Jean Hersholt 1945-1949
- Charles Brackett 1949-1955
- George Seaton 1955-1958
- George Stevens 1958-1959
- B. B. Kahane 1959-1960 (gestorven)
- Valentine Davies 1960-1961 (gestorven)
- Wendell Corey 1961-1963
- Arthur Freed 1963-1967
- Gregory Peck 1967-1970
- Daniel Taradash 1970-1973
- Walter Mirisch 1973-1977
- Howard W. Koch 1977-1979
- Fay Kanin 1979-1983
- Gene Allen 1983-1985
- Robert Wise 1985-1988
- Richard Kahn 1988-1989
- Karl Malden 1989-1992
- Robert Rehme 1992-1993, 1997-2001
- Arthur Hiller 1993-1997
- Frank R. Pierson 2001-2005
- Sid Ganis 2005-2009
- Tom Sherak 2009-2012
- Hawk Koch 2012-2013
- Cheryl Boone Isaacs 2013-2017
- John Bailey 2017-2019
- David Rubin 2019-2022
- Janet Yang 2022 - heden